# Lamed
Lamed (ל) är den tolfte bokstaven i det hebreiska alfabetet.
ל har siffervärdet 30